# Roche gravée de Moho
Cet article concerne la roche gravée de Saint-Martin. Pour la limite géologique, voir Moho. Pour le genre d'oiseaux, voir Mohoidae.
La roche gravée de Moho est un pétroglyphe amérindien situé dans la ravine Moho, à proximité du Quartier-d'Orléans à Saint-Martin, dans les Antilles françaises.

## Description
Le pétroglyphe de Moho est une des quatre roches gravées connues de Saint Martin. La roche se situe dans la ravine Moho, ou ravine Paradis et a été répertoriée dans les années 1980. 

Il s'agit d'un rocher de diorite de forme allongée, qui mesure 2 m et demi sur 1 m et 50 cm de hauteur. Elle est ornée de tous les côtés de petites dépressions circulaires appelées cupules, de différentes tailles et profondeurs, formant des motifs abstraits et des visages simples composés de deux yeux et d'une bouche, parfois entourés d'un trait de contour. Ces cupules ont été probablement exécutées à l'aide d'un outil en pierre. Au sommet du rocher il y a 3 grandes cupules profondes de section circulaire. On ignore la fonction de ces creux réguliers, peut-être s'agissait-il de polissoirs utilisés pour la fabrication de haches en pierre. 
D'après les études qui ont été faites sur l'art rupestre des Petites Antilles, ces visages stylisés sont les motifs gravés les plus répandus; on les retrouve partout, ils forment environ 40 % des motifs gravés de l'archipel. Les pétroglyphes de toute la Caraïbe représentent en majorité des figures anthropomorphes, et souvent des visages stylisés et géométriques. 
Une étude archéologique visant à protéger par l'UNESCO les roches gravées des Petites Antilles a été menée en 2008 pour le compte de la DAC de Guadeloupe.
Le rocher et son terrain d'assiette ont été inscrits au titre des monuments historiques par arrêté en 2011, puis classés le 6 novembre 2012.

En amont, à quelques mètres de cette roche gravée se trouve un puits daté du 22 août 1922, encore utilisé aujourd'hui.

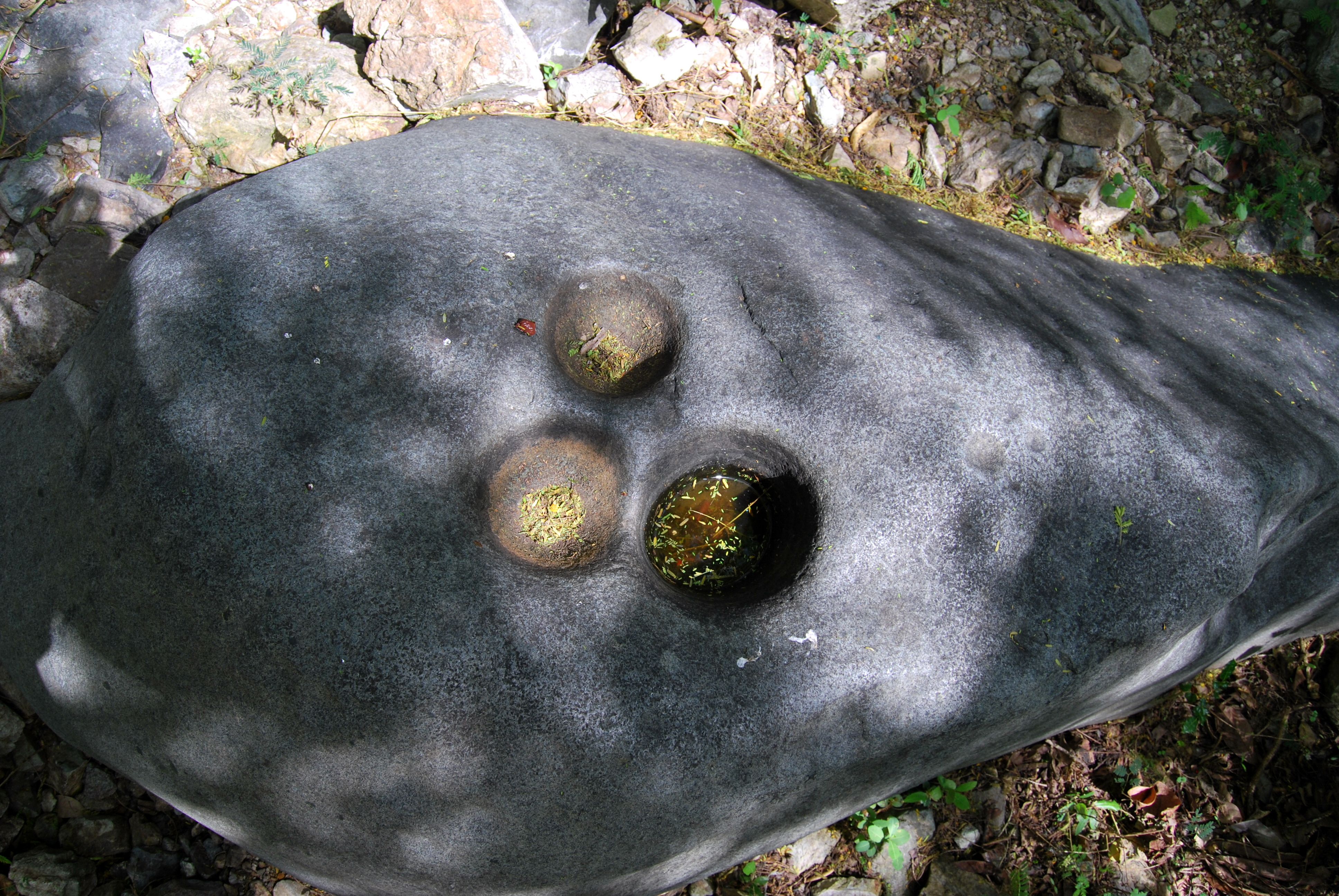
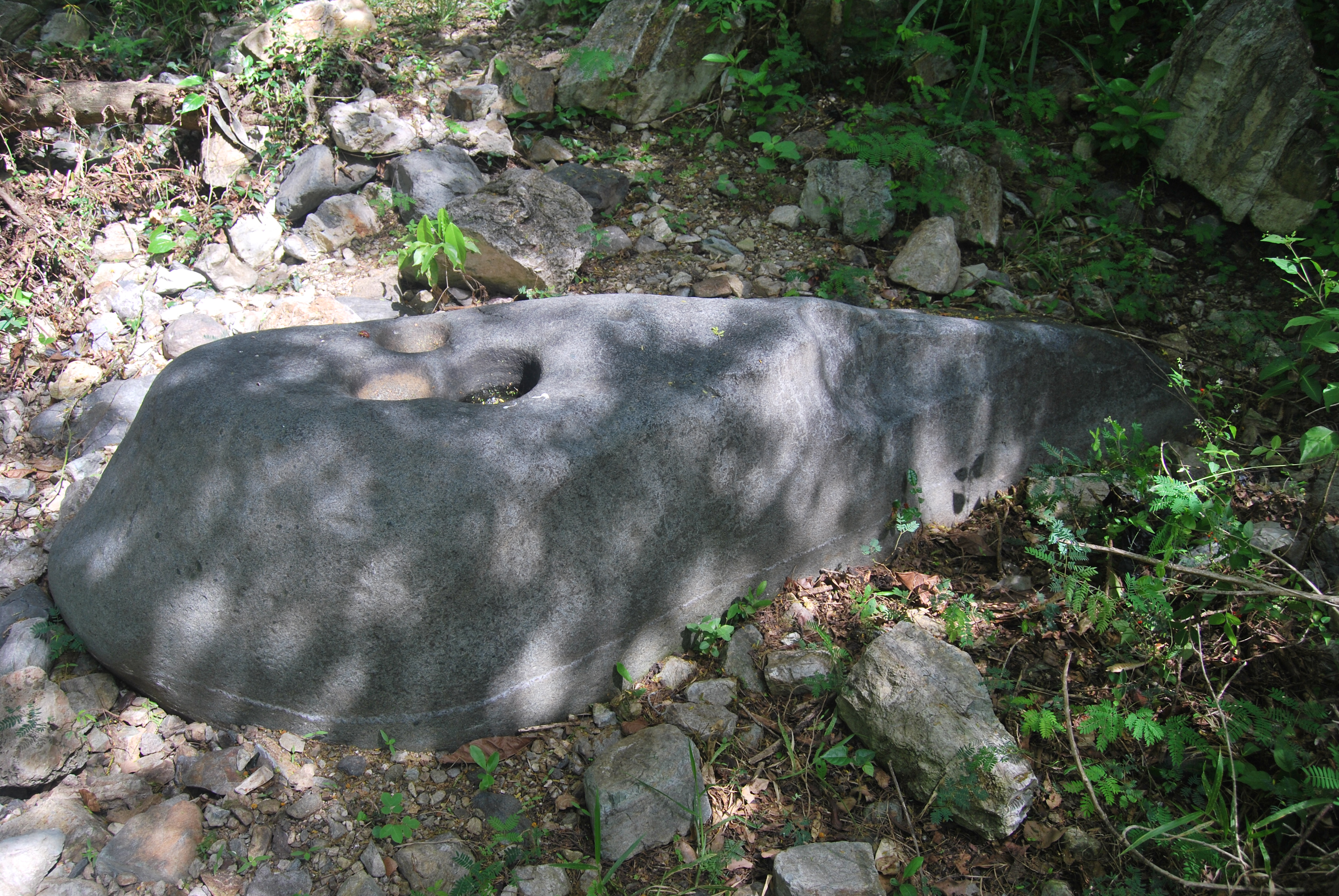
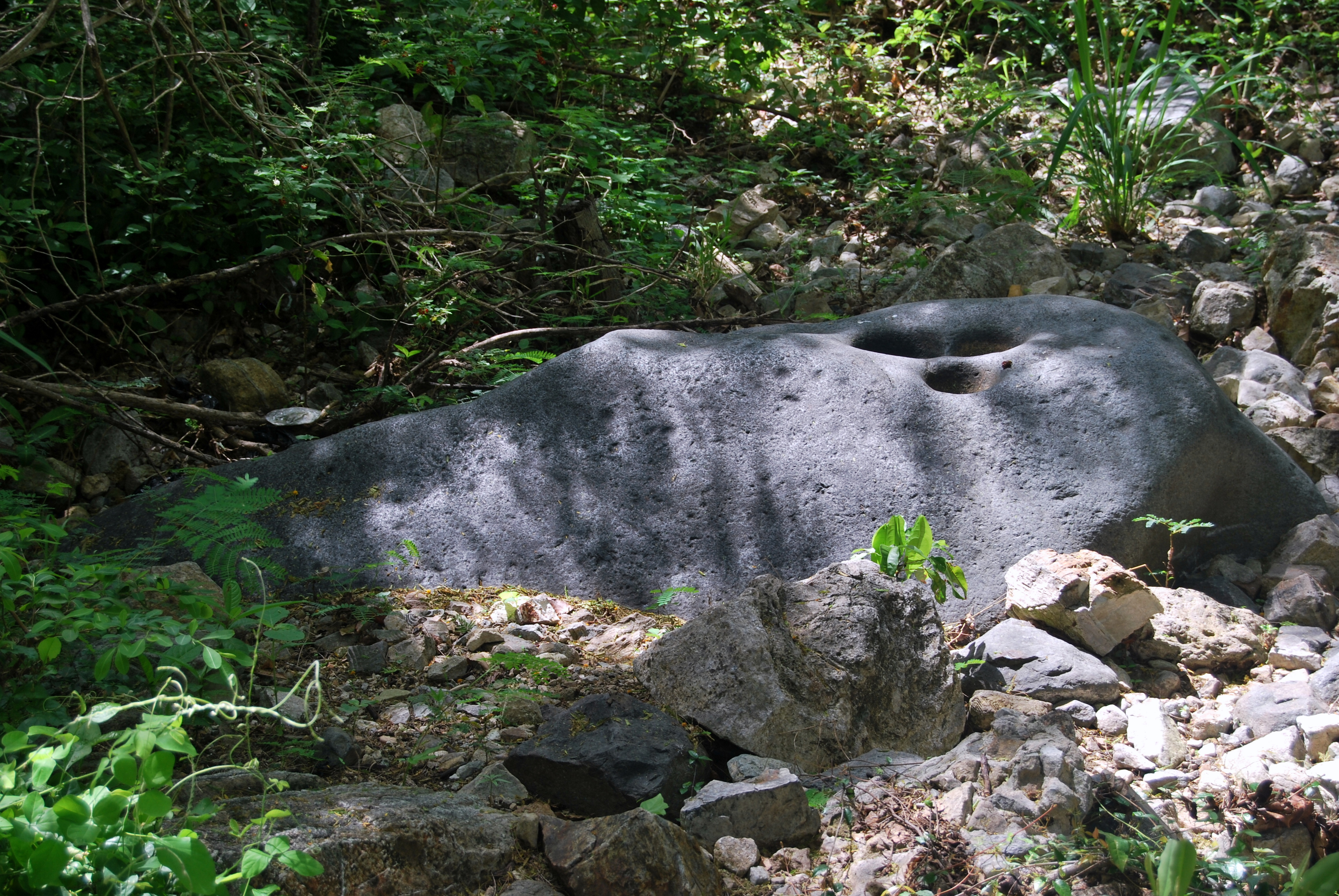
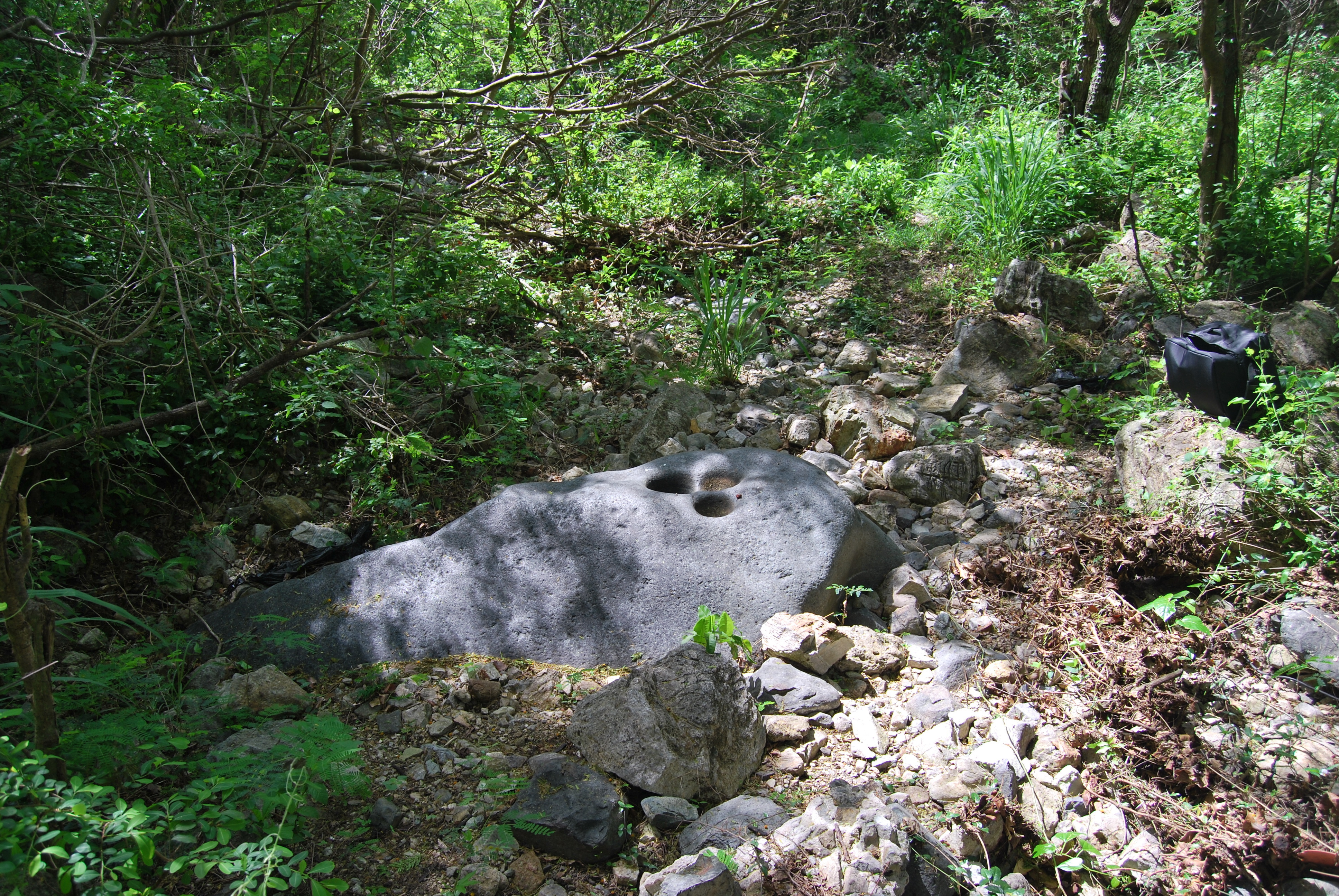
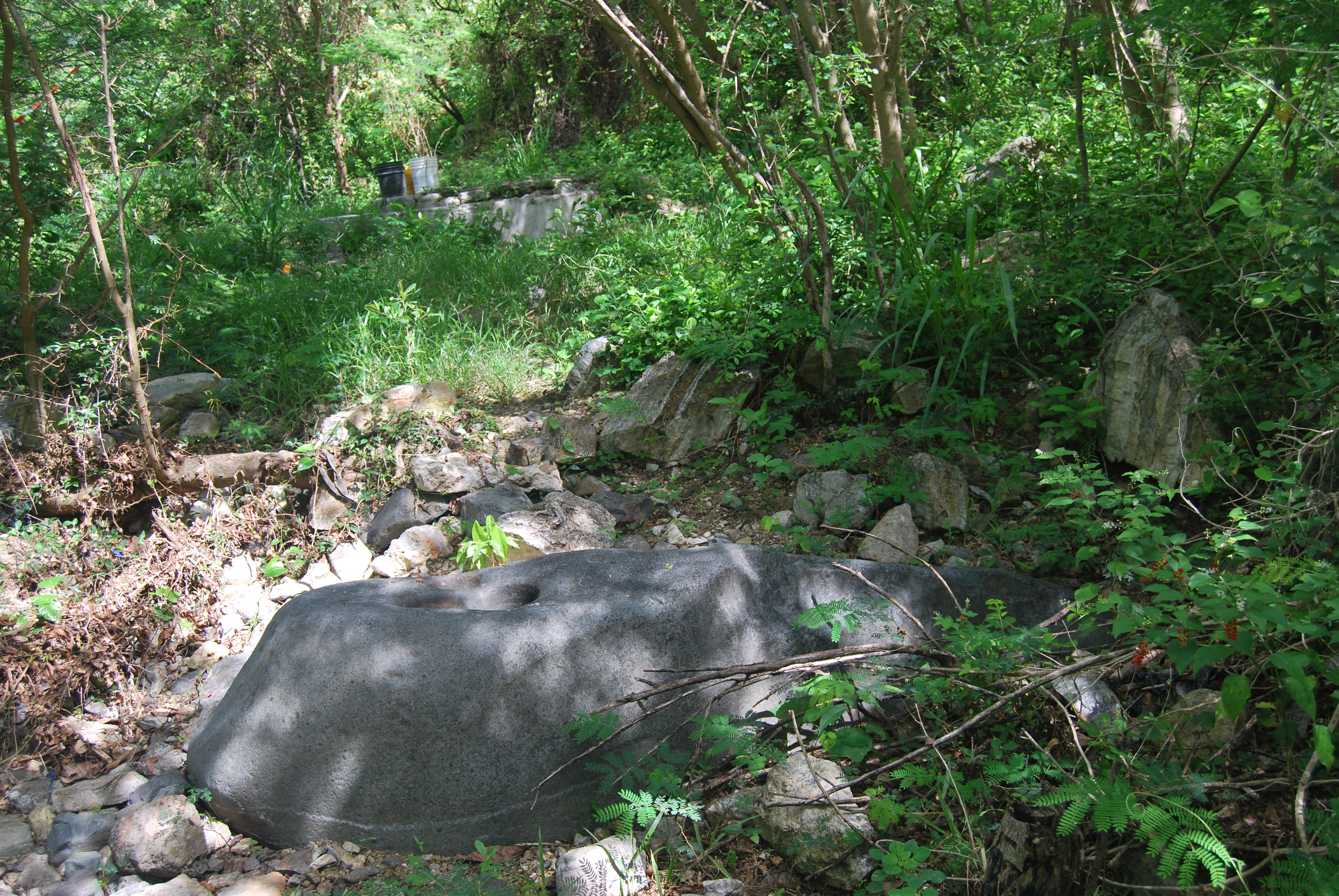